# Gunnar Beck
Gunnar Beck (ur. 1 maja 1965 w Düsseldorfie) – niemiecki prawnik i nauczyciel akademicki, wykładowca uczelni w Wielkiej Brytanii, poseł do Parlamentu Europejskiego IX kadencji.

## Życiorys
W 1985 zdał egzamin maturalny w Neuss. Studiował następnie prawo, nauki polityczne i ekonomiczne oraz filozofię na uczelniach w Oksfordzie, Münsterze i Heidelbergu. Kształcił się także w londyńskiej korporacji prawniczej Inner Temple. W 1996 doktoryzował się w zakresie filozofii w Nuffield College w Oksfordzie, jego promotorem był historyk idei Isaiah Berlin.
Podczas pracy nad doktoratem został nauczycielem akademickim na Uniwersytecie Oksfordzkim, później także w London School of Economics oraz w SOAS w ramach Uniwersytetu Londyńskiego. W pracy naukowej zajął się głównie zagadnieniami z zakresu filozofii prawa i prawem Unii Europejskiej. Autor takich publikacji książkowych jak Fichte and Kant on Freedom, Rights, and Law (2008) oraz The Legal Reasoning of the Court of Justice of the EU (2013).
W latach 2000–2002 pracował w firmie prawniczej Herbert Smith. Był też doradcą delegacji brytyjskiego parlamentu do Konwentu Europejskiego. Do 2010 udzielał się także jako ekspert do spraw prawa europejskiego w Izbie Gmin. Równolegle z działalnością dydaktyczną i doradczą podjął także praktykę w zawodzie barristera.
W 2014 został członkiem Alternatywy dla Niemiec, a w 2018 jej oficjalnym kandydatem do Europarlamentu. W wyniku głosowania w 2019 uzyskał mandat eurodeputowanego IX kadencji.